# Georges Nicolas Haddad
Georges Nicolas Haddad (ur. 24 czerwca 1954 w Bejrucie) – libański duchowny melchicki, od 2006 arcybiskup Banijas.

## Życiorys
Wstąpił do zgromadzenia Misjonarzy św. Pawła i w nim złożył śluby zakonne w 1976. Święcenia kapłańskie przyjął 28 czerwca 1983. Po święceniach został ojcem duchownym zakonnego niższego seminarium. W 1985 rozpoczął pracę w nowo powstałej placówce w Zahleh, zaś dwa lata później został sekretarzem patriarchy Antiochii.
20 kwietnia 2002 został mianowany egzarchą apostolskim Argentyny oraz biskupem tytularnym Myra dei Greco-Melkiti. Sakry udzielił mu Grzegorz III Laham. 19 grudnia 2005 papież Benedykt XVI zwolnił go z tego urzędu, zaś 14 października 2006  mianował go arcybiskupem Banijas.